# Stechzirkel

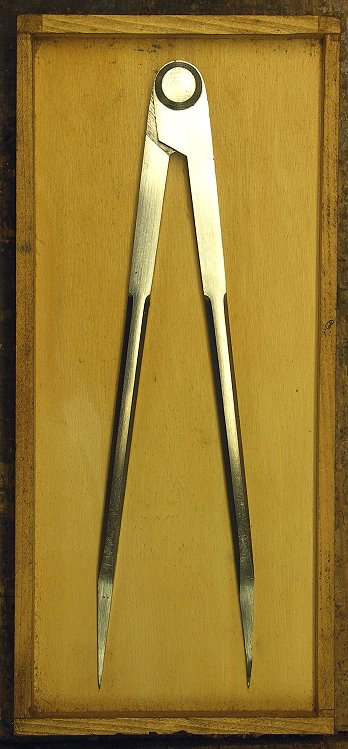
Einfacher Stechzirkel

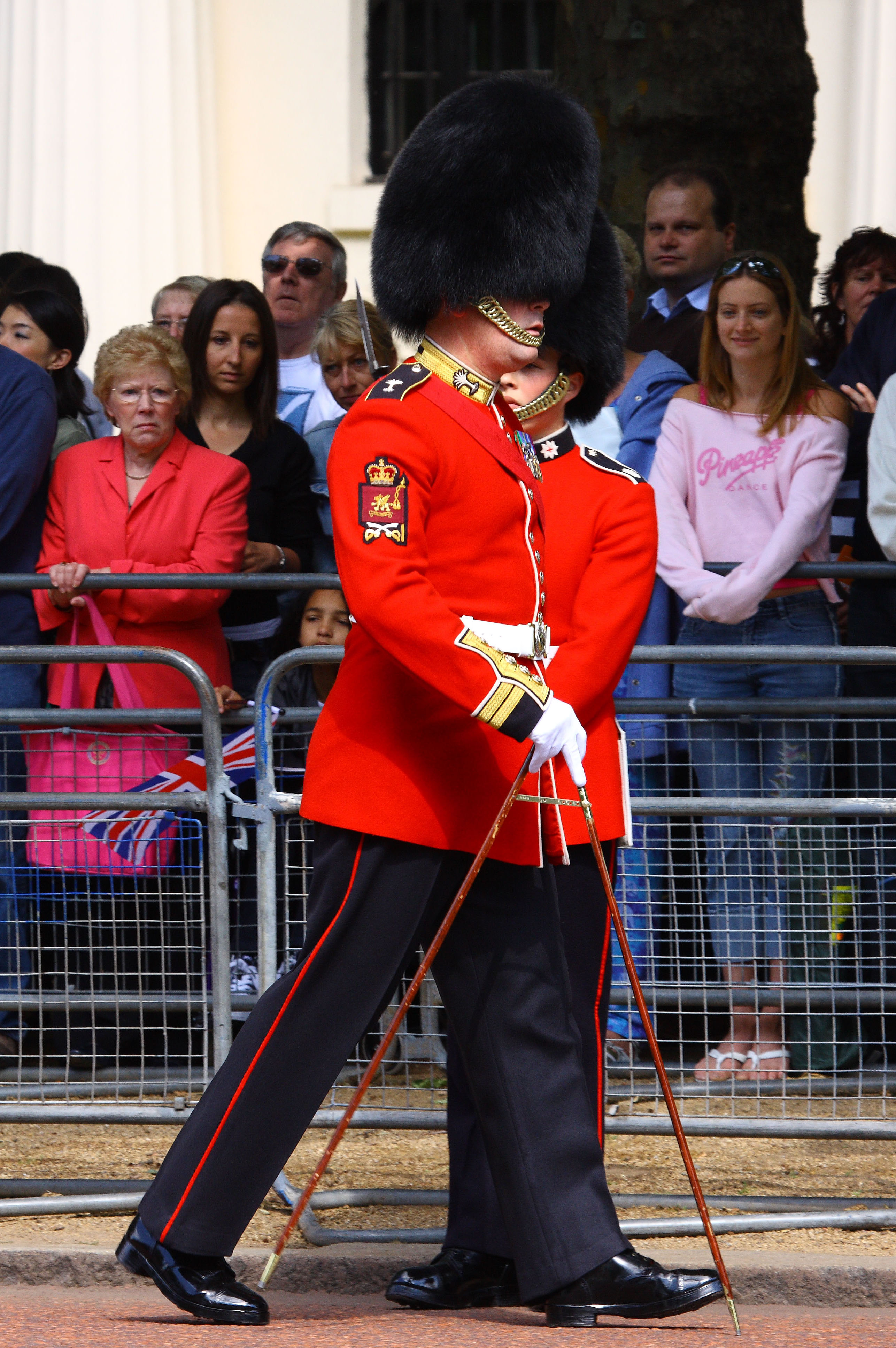
Ein Colour Sergeant (vergleichbar Hauptfeldwebel) der Welsh Guards beim Abmessen der Abstände von Gardesoldaten bei einer Parade

Der Stechzirkel, auch Spitzzirkel genannt, ist eine Form des Zirkels mit zwei spitzen Enden.
In der Navigation wird er benutzt, um Distanzen aus Karten abzugreifen. So gehört er in der Seefahrt zum Nautischen Besteck.
In handwerklichen Berufen findet der Stechzirkel Verwendung, wenn genaue Maße auf Werkstücke zu übertragen sind, beispielsweise in der Tischlerei, der Drechslerei, im Steinmetzhandwerk, in der Steinbildhauerei und im Metallbau. Eine besondere Form des Stechzirkels ist der Greifzirkel, mit dem Abmessungen hinter vorspringenden Bauteilen abgenommen werden.
Beim Boule-Spiel Pétanque kommt der Stechzirkel zum Einsatz, wenn die Entfernung zweier Spiel-Kugeln zur Zielkugel so gering ist, dass sie sich nicht mit einem Maßband oder einem Tirette messen lässt.
Ein „Feldzirkel“ ist ein größerer, von einer stehenden Person zu bedienender Stechzirkel, der zum Abmessen von Entfernungen in der freien Natur, auf landwirtschaftlichen Feldern oder in der Archäologie verwendet wird. Im militärischen Bereich dient er darüber hinaus bei manchen Armeen als Statussymbol. Er ist auf ein festes Maß einstellbar (meist 1 Meter). Seine Genauigkeit erreicht nicht die eines Messbandes.
Ein weiteres Modell des Stechzirkel ist der Hohlzirkel zur Messung von Innendurchmessern.